# (100509) 1997 AH15
(100509) 1997 AH15 es un asteroide perteneciente al cinturón de asteroides, descubierto el 11 de enero de 1997 por el equipo del Near Earth Asteroid Tracking desde el Observatorio de Haleakala, Hawái, Estados Unidos.

## Designación y nombre
Designado provisionalmente como 1997 AH15.

## Características orbitales
1997 AH15 está situado a una distancia media del Sol de 2,350 ua, pudiendo alejarse hasta 2,876 ua y acercarse hasta 1,823 ua. Su excentricidad es 0,223 y la inclinación orbital 22,28 grados. Emplea 1315,97 días en completar una órbita alrededor del Sol.

## Características físicas
La magnitud absoluta de 1997 AH15 es 15,3.